# Skrîpciîn, Kozeleț
Skrîpciîn (în ucraineană Скрипчин) este localitatea de reședință a comunei Skrîpciîn din raionul Kozeleț, regiunea Cernihiv, Ucraina.

## Demografie
Componența lingvistică a localității Skrîpciîn
     Ucraineană (100%)
Conform recensământului din 2001, toată populația localității Skrîpciîn era vorbitoare de ucraineană (100%).